# Le Trou Aid Post Cemetery
Le Trou Aid Post Cemetery est un cimetière situé à Fleurbaix dans le département français du Pas-de-Calais. Géré par la Commonwealth War Graves Commission, ce cimetière contient la sépulture de 356 combattants de la Première Guerre mondiale dont 149 sont identifiés.

## Histoire et description
Conçu par l'architecte britannique Herbert Baker, Le Trou Aid Post Cemetery est un cimetière géré par la CWGC de France. Il contient les restes de 354 soldats du Commonwealth de la Première Guerre mondiale, dont 149 identifiés, ainsi que de deux soldats français. Ces soldats ont combattu lors des batailles du Maisnil en octobre 1914, d'Aubers en mai 1915, Loos en septembre 1915 et Fromelles en juillet 1916. Le cimetière tire son nom d'un lieu-dit de la commune de Fleurbaix appelé « Trou ».
En 2017, le cimetière est inscrit au titre des monuments historiques,.

## Pour approfondir